# ایمنی بیمار

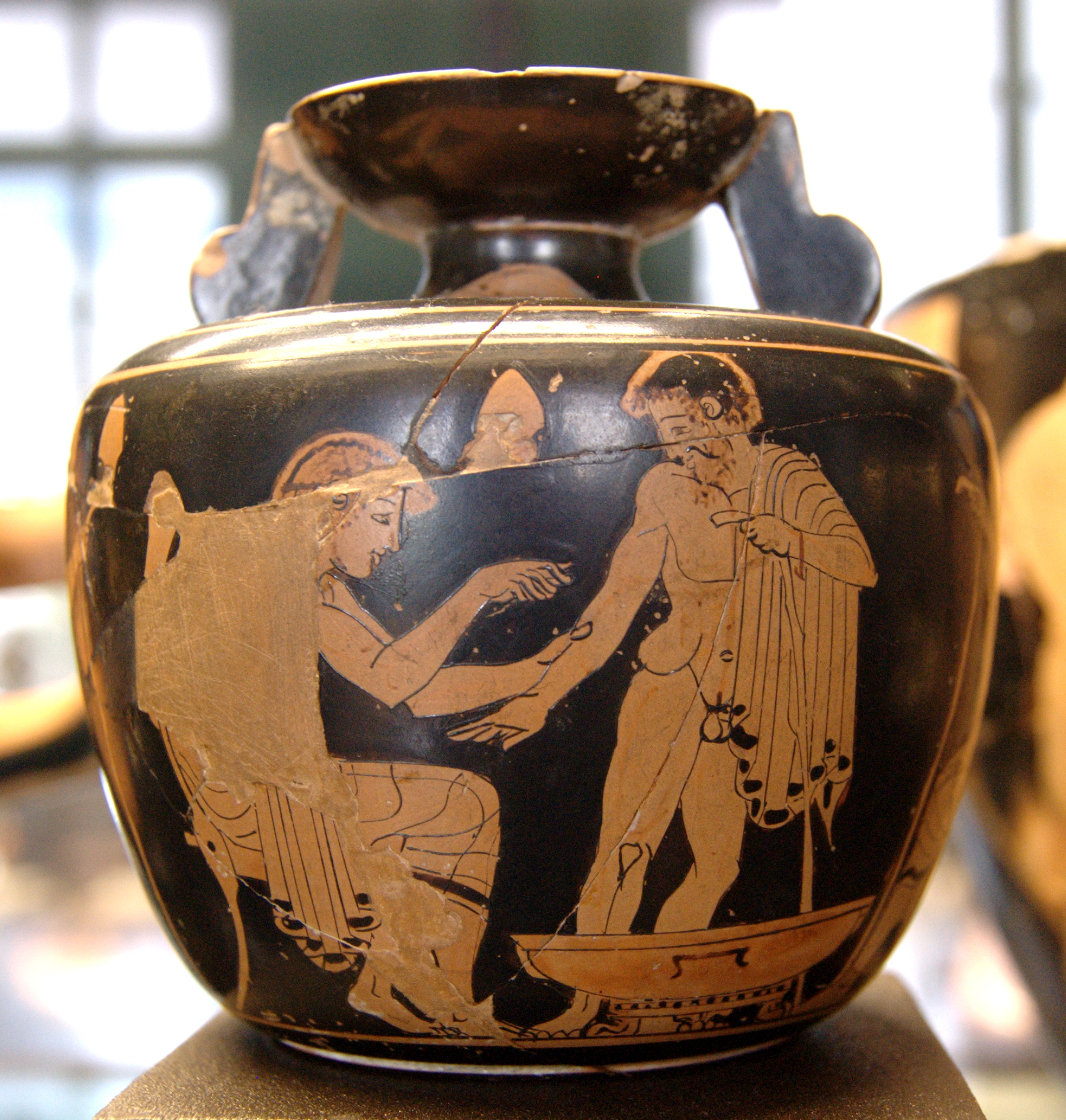
پزشک معالج آریبالوس آتیک، حدود ۴۸۰–۴۷۰ قبل از میلاد

ایمنی بیمار (به انگلیسی Patient_safety) رشته‌ای است که از طریق پیشگیری، کاهش، گزارش، و تجزیه و تحلیل خطاهای پزشکی که اغلب به عوارض جانبی منجر می‌شوند، بر ایمنی در مراقبت سلامت تأکید دارد. ایمنی بیمار عبارت است از رهایی از جراحات تصادفی که در اثر مراقبت‌های پزشکی و در نتیجه خطاهای پزشکی ایجاد می‌شود.
برآوردها نشان می‌دهند که در کشورهای توسعه یافته به ازای هر ده بیمار، یک بیمار در طول دریافت خدمات مراقبتی در بیمارستان صدمه دیده است. طیف وسیعی از خطاها یا حوادث شدید ممکن است مسبب بروز صدمه شده باشد. سازمان جهانی بهداشت (WHO) ایمنی بیمار را به عنوان یک دغدغه سلامت عمومی در اولویت قرار داده و برنامه ایمنی بیمار را تدوین نموده است.